# Cas Baker contra Nelson
El cas Richard John Baker contra Gerald R. Nelson, 291 Minn. 310, 191 N.W.2d 185 (1971), és un cas en el qual el Tribunal Suprem de Minnesota va decidir que la interpretació d'un estatut de matrimoni per a limitar les llicències només a parelles de sexe oposat no infringeix la Constitució dels Estats Units. Baker va apel·lar la decisió i el 10 d'octubre de 1972 el Tribunal Suprem dels Estats Units va desestimar l'apel·lació "per falta d'una qüestió federal important". Atès que el cas va arribar al Tribunal Suprem dels Estats Units a través d'una revisió obligatòria de l'apel·lació (no certiorari), la desestimació va constituir una decisió sobre el fons del cas i va establir un precedent en el cas Baker contra Nelson, encara que l'abast de l'efecte del precedent havia estat objecte de debat.
Al maig de 2013, Minnesota va legalitzar el matrimoni entre persones del mateix sexe i va entrar en vigor l'1 d'agost de 2013. Posteriorment, el 26 de juny de 2015, la Cort Suprema dels Estats Units va anul·lar explícitament la sentència Baker en el cas Obergefell contra Hodges, la qual cosa el matrimoni entre persones del mateix sexe es va legalitzar en tot el país.